# WTA Tour 1979
Il WTA Tour 1979 è iniziato il 1º gennaio con il Avon Championships of Washington e si è concluso l'8 gennaio 1980 con la finale del Colgate Series Championships.
Nel 1979 indipendentemente dai tornei del Grande Slam organizzati dall'ITF, la stagione dei tornei della WTA era divisa in 2 circuiti:
1. Da gennaio a marzo: le Avon Series disputate esclusivamente negli Stati Uniti che si concludeva con il Masters disputato dalle migliori giocatrici che avevano accumulato più punti in questa parte della stagione. Contemporaneamente si giocavano le Futures Series (conosciute come Avon Futures Series per motivi di sponsorizzazione) che comprendevano i tornei con montepremi di 25.000 $.
2. Da aprile a dicembre: le Colgate Series disputate nei Paesi di tutto il resto del mondo. Questa serie si concludeva con il Colgate Series Championships cui accedevano le migliori giocatrici che avevano accumulato più punti nella seconda parte della stagione.

Nel 1979 si registra il temporaneo abbandono della sponsorizzazione della Virginia Slims, che sarebbe ritornata qualche anno più tardi, per essere sostituita dall'Avon.
Un certo numero di tornei non appartenevano a nessuno di questi due circuiti.

## Gennaio
| Settimana  | Torneo                                                                                     | Vincitrici                                       | Finaliste                         | Semifinaliste | Eliminate ai quarti |
| ---------- | ------------------------------------------------------------------------------------------ | ------------------------------------------------ | --------------------------------- | ------------- | ------------------- |
| 1º gennaio | Avon Championships of Washington 1979 Washington, USA Sintetico indoor Singolare - Doppio  | Tracy Austin 6-3 6-2                             | Martina Navrátilová               |               |                     |
| 1º gennaio | Avon Championships of Washington 1979 Washington, USA Sintetico indoor Singolare - Doppio  | Mima Jaušovec Virginia Ruzici 4-6, 6-2, 6-4      | Sharon Walsh Renée Richards       |               |                     |
| 1º gennaio | Avon Futures of Austin 1979 Austin, USA Singolare - Doppio                                 | Betty-Ann Stuart 6-3 5-7 7-5                     | Barbara Jordan                    |               |                     |
| 1º gennaio | Avon Futures of Austin 1979 Austin, USA Singolare - Doppio                                 | Marjorie Blackwood Paula Smith 6-2 6-4           | Betty-Ann Stuart Val Ziegenfuss   |               |                     |
| 8 gennaio  | Avon Championships of California 1979 Oakland, USA Sintetico indoor Singolare - Doppio     | Martina Navrátilová 7-5 7-5                      | Chris Evert                       |               |                     |
| 8 gennaio  | Avon Championships of California 1979 Oakland, USA Sintetico indoor Singolare - Doppio     | Rosie Casals Chris Evert 3–6, 6–4, 6–3           | Tracy Austin Betty Stöve          |               |                     |
| 8 gennaio  | Avon Futures of San Antonio 1979 San Antonio, USA Singolare - Doppio                       | Kathy Jordan 6-2 7-5                             | Linda Siegel                      |               |                     |
| 8 gennaio  | Avon Futures of San Antonio 1979 San Antonio, USA Singolare - Doppio                       | Kathy Jordan Wendy White 6-2 6-2                 | Bunny Bruning Val Ziegenfuss      |               |                     |
| 15 gennaio | Avon Championships of Houston 1979 Houston, Texas, USA Sintetico indoor Singolare - Doppio | Martina Navrátilová 6-3 6-2                      | Virginia Wade                     |               |                     |
| 15 gennaio | Avon Championships of Houston 1979 Houston, Texas, USA Sintetico indoor Singolare - Doppio | Martina Navrátilová Janet Newberry 4–6, 6–4, 6–2 | Pam Shriver Betty Stöve           |               |                     |
| 15 gennaio | Avon Futures of Pasadena 1979 Pasadena, USA Singolare - Doppio                             | Sharon Walsh 6-3 6-4                             | Diane Desfor                      |               |                     |
| 15 gennaio | Avon Futures of Pasadena 1979 Pasadena, USA Singolare - Doppio                             | Laura Dupont Sharon Walsh 3-6 7-6 7-5            | Diane Desfor Barbara Hallquist    |               |                     |
| 22 gennaio | Avon Championships of Florida 1979 Hollywood, USA Sintetico indoor Singolare - Doppio      | Greer Stevens 6-4 2-6 6-4                        | Dianne Fromholtz Balestrat        |               |                     |
| 22 gennaio | Avon Championships of Florida 1979 Hollywood, USA Sintetico indoor Singolare - Doppio      | Tracy Austin Betty Stöve 6-2, 2-6, 6-2           | Rosie Casals Wendy Turnbull       |               |                     |
| 29 gennaio | Avon Futures of Boise 1979 Boise, USA Campo indoor Singolare - Doppio                      | Sylvia Hanika 6-3 6-2                            | Sherry Acker                      |               |                     |
| 29 gennaio | Avon Futures of Boise 1979 Boise, USA Campo indoor Singolare - Doppio                      | Sherry Acker Mary Carillo 6-3 6-2                | Stephanie Tolleson Val Ziegenfuss |               |                     |
| 29 gennaio | Avon Championships of Chicago 1979 Chicago, USA Sintetico indoor Singolare - Doppio        | Martina Navrátilová 6-3 6-4                      | Tracy Austin                      |               |                     |
| 29 gennaio | Avon Championships of Chicago 1979 Chicago, USA Sintetico indoor Singolare - Doppio        | Rosie Casals Betty-Ann Stuart 3–6, 7–5, 7–5      | Ilana Kloss Greer Stevens         |               |                     |
| 29 gennaio | Avon Futures of Toronto 1979 Toronto, Canada Campo indoor Singolare - Doppio               | Barbara Potter 6-1 6-4                           | Bettina Bunge                     |               |                     |
| 29 gennaio | Avon Futures of Toronto 1979 Toronto, Canada Campo indoor Singolare - Doppio               | Bunny Bruning Rayni Fox 6-4 6-2                  | Brigitte Cuypers Renáta Tomanová  |               |                     |

## Febbraio
| Settimana   | Torneo                                                                                              | Vincitrici                                 | Finaliste                      | Semifinaliste | Eliminate ai quarti |
| ----------- | --------------------------------------------------------------------------------------------------- | ------------------------------------------ | ------------------------------ | ------------- | ------------------- |
| 5 febbraio  | Avon Championships of Seattle 1979 Seattle, USA Sintetico indoor Singolare - Doppio                 | Chris Evert 6-1 3-6 6-3                    | Renée Richards                 |               |                     |
| 5 febbraio  | Avon Championships of Seattle 1979 Seattle, USA Sintetico indoor Singolare - Doppio                 | Françoise Dürr Betty Stöve 7-6, 4-6, 6-4   | Sue Barker Ann Kiyomura        |               |                     |
| 5 febbraio  | Avon Futures of Montreal 1979 Montréal, Canada Campo indoor Singolare - Doppio                      | Hana Mandlíková 7-6 6-2                    | Leslie Allen                   |               |                     |
| 5 febbraio  | Avon Futures of Montreal 1979 Montréal, Canada Campo indoor Singolare - Doppio                      | Marjorie Blackwood Kym Ruddell 6-4 3-6 6-4 | Raquel Giscafré Jane Stratton  |               |                     |
| 12 febbraio | Avon Championships of Los Angeles 1979 Los Angeles, Stati Uniti Sintetico indoor Singolare - Doppio | Chris Evert 6-3 6-4                        | Martina Navrátilová            |               |                     |
| 12 febbraio | Avon Championships of Los Angeles 1979 Los Angeles, Stati Uniti Sintetico indoor Singolare - Doppio | Rosie Casals Chris Evert 6-4, 1-6, 6-3     | Martina Navrátilová Anne Smith |               |                     |
| 12 febbraio | Avon Futures of Columbus 1979 Columbus, USA Singolare - Doppio                                      | Renee Blount 7-6 6-1                       | Iva Budařová                   |               |                     |
| 12 febbraio | Avon Futures of Columbus 1979 Columbus, USA Singolare - Doppio                                      | Bunny Bruning Yvonne Vermaak 7-6 6-4       | Marjorie Blackwood Kym Ruddell |               |                     |
| 19 febbraio | Avon Championships of Detroit 1979 Detroit, MI, USA Sintetico indoor Singolare - Doppio             | Wendy Turnbull 7-5 1-6 7–6(4)              | Virginia Ruzici                |               |                     |
| 19 febbraio | Avon Championships of Detroit 1979 Detroit, MI, USA Sintetico indoor Singolare - Doppio             | Wendy Turnbull Betty Stöve 6–4, 7–6        | Sue Barker Ann Kiyomura        |               |                     |
| 19 febbraio | Avon Futures of Atlanta 1979 Atlanta, USA Campo indoor Singolare - Doppio                           | Sherry Acker 6-2 7-6                       | Pat Medrado                    |               |                     |
| 19 febbraio | Avon Futures of Atlanta 1979 Atlanta, USA Campo indoor Singolare - Doppio                           | Laura DuPont Val Ziegenfuss 6-2 6-3        | Sherry Acker Mary Carillo      |               |                     |
| 26 febbraio | Avon Championships of Dallas 1979 Dallas, USA Sintetico indoor Singolare - Doppio                   | Martina Navrátilová 6-4 6-4                | Chris Evert                    |               |                     |
| 26 febbraio | Avon Championships of Dallas 1979 Dallas, USA Sintetico indoor Singolare - Doppio                   | Martina Navrátilová Anne Smith 7–6, 6–2    | Chris Evert Rosie Casals       |               |                     |
| 26 febbraio | Avon Futures of Roanoke 1979 Roanoke, USA Singolare - Doppio                                        | Kathy Mueller 3-6 6-4 6-2                  | Elise Burgin                   |               |                     |
| 26 febbraio | Avon Futures of Roanoke 1979 Roanoke, USA Singolare - Doppio                                        | Caryn Copeland Heather Ludloff 6-3 6-3     | Raquel Giscafré Jane Stratton  |               |                     |

## Marzo
| Settimana | Torneo                                                                                      | Vincitrici                                  | Finaliste                      | Semifinaliste | Eliminate ai quarti |
| --------- | ------------------------------------------------------------------------------------------- | ------------------------------------------- | ------------------------------ | ------------- | ------------------- |
| 5 marzo   | Avon Championships of Philadelphia 1979 Filadelfia, USA Sintetico indoor Singolare - Doppio | Wendy Turnbull 5-7 6-3 6-2                  | Virginia Wade                  |               |                     |
| 5 marzo   | Avon Championships of Philadelphia 1979 Filadelfia, USA Sintetico indoor Singolare - Doppio | Françoise Dürr Betty Stöve 6-4, 6-2         | Renée Richards Virginia Wade   |               |                     |
| 5 marzo   | Avon Futures of Fort Myers 1979 Fort Myers, USA Singolare - Doppio                          | Regina Maršíková 6-4 6-2                    | Janet Newberry                 |               |                     |
| 5 marzo   | Avon Futures of Fort Myers 1979 Fort Myers, USA Singolare - Doppio                          | Diane Desfor Barbara Hallquist 6-4 6-4      | Marjorie Blackwood Kym Ruddell |               |                     |
| 12 marzo  | Avon Championships of Boston 1979 Boston, USA Sintetico indoor Singolare - Doppio           | Dianne Fromholtz Balestrat 6-2 7–6(4)       | Sue Barker                     |               |                     |
| 12 marzo  | Avon Championships of Boston 1979 Boston, USA Sintetico indoor Singolare - Doppio           | Kerry Melville Reid Wendy Turnbull 6–4, 6–2 | Sue Barker Ann Kiyomura        |               |                     |
| 12 marzo  | Avon Futures Championships 1979 Orlando, USA Cemento Singolare - Doppio                     | Kathy Jordan 4-6 6-1 6-4                    | Regina Maršíková               |               |                     |
| 12 marzo  | Avon Futures Championships 1979 Orlando, USA Cemento Singolare - Doppio                     | Sherry Acker Mary Carillo 7-6 2-6 7-6       | Marjorie Blackwood Kym Ruddell |               |                     |
| 21 marzo  | Avon Circuit Championships 1979 New York, USA Sintetico indoor Singolare - Doppio           | Martina Navrátilová 6-3 3-6 6-2             | Tracy Austin                   |               |                     |
| 21 marzo  | Avon Circuit Championships 1979 New York, USA Sintetico indoor Singolare - Doppio           | Françoise Dürr Betty Stöve 7-6, 7-6         | Sue Barker Ann Kiyomura        |               |                     |

## Aprile
| Settimana | Torneo                                                                   | Vincitrici                                | Finaliste                  | Semifinaliste | Eliminate ai quarti |
| --------- | ------------------------------------------------------------------------ | ----------------------------------------- | -------------------------- | ------------- | ------------------- |
| 2 aprile  | World Doubles Championships 1979 Tokyo, Giappone Sintetico indoor Doppio | Françoise Dürr Betty Stöve                | Sue Barker Ann Kiyomura    |               |                     |
| 10 aprile | Family Circle Cup 1979 Hilton Head, USA Terra verde Singolare - Doppio   | Tracy Austin 7–6(4) 7–6(7)                | Kerry Melville Reid        |               |                     |
| 10 aprile | Family Circle Cup 1979 Hilton Head, USA Terra verde Singolare - Doppio   | Rosie Casals Martina Navrátilová 6-4, 7-5 | Françoise Dürr Betty Stöve |               |                     |

## Maggio
| Settimana             | Torneo                                                                      | Vincitrici                                           | Finaliste                                   | Semifinaliste | Eliminate ai quarti |
| --------------------- | --------------------------------------------------------------------------- | ---------------------------------------------------- | ------------------------------------------- | ------------- | ------------------- |
| 7 maggio              | Internazionali d'Italia 1979 Roma, Italia Terra rossa Singolare - Doppio    | Tracy Austin 6-4 1-6 6-3                             | Sylvia Hanika                               |               |                     |
| 7 maggio              | Internazionali d'Italia 1979 Roma, Italia Terra rossa Singolare - Doppio    | Betty Stöve Wendy Turnbull 6-3, 6-4                  | Evonne Goolagong Cawley Kerry Melville Reid |               |                     |
| 14 maggio             | Bancroft Trophy 1979 Vienna, Austria Terra rossa Singolare - Doppio         | Chris Evert 6-1 6-1                                  | Caroline Stoll                              |               |                     |
| 14 maggio             | Bancroft Trophy 1979 Vienna, Austria Terra rossa Singolare - Doppio         | Marise Kruger Dianne Fromholtz Balestrat 3-6 6-4 6-1 | Ilana Kloss Betty-Ann Stuart                |               |                     |
| 21 maggio             | WTA German Open 1979 Berlino, Germania Terra rossa Singolare - Doppio       | Caroline Stoll 7–6(4) 6-0                            | Regina Maršíková                            |               |                     |
| 21 maggio             | WTA German Open 1979 Berlino, Germania Terra rossa Singolare - Doppio       | Rosie Casals Wendy Turnbull 6-2, 7-5                 | Evonne Goolagong Cawley Kerry Melville Reid |               |                     |
| 28 maggio 2 settimane | Open di Francia 1979 Parigi, Francia Terra rossa Singolare - Doppio - Misto | Chris Evert 6-2 6-0                                  | Wendy Turnbull                              |               |                     |
| 28 maggio 2 settimane | Open di Francia 1979 Parigi, Francia Terra rossa Singolare - Doppio - Misto | Betty Stöve Wendy Turnbull 3–6, 7–5, 6–4             | Françoise Dürr Virginia Wade                |               |                     |

## Giugno
| Settimana             | Torneo                                                                                    | Vincitrici                                         | Finaliste                            | Semifinaliste | Eliminate ai quarti |
| --------------------- | ----------------------------------------------------------------------------------------- | -------------------------------------------------- | ------------------------------------ | ------------- | ------------------- |
| 11 giugno             | Torneo di Chichester 1979 Chichester, Gran Bretagna Erba Singolare - Doppio               | Evonne Goolagong Cawley 6-1 6-4                    | Sue Barker                           |               |                     |
| 11 giugno             | Torneo di Chichester 1979 Chichester, Gran Bretagna Erba Singolare - Doppio               | Greer Stevens Wendy Turnbull 6-3, 1-6, 7-5         | Billie Jean King Martina Navrátilová |               |                     |
| 18 giugno             | International Women's Open 1979 Eastbourne, Gran Bretagna Erba Singolare - Doppio         | Chris Evert 7-5 5-7 13-11                          | Martina Navrátilová                  |               |                     |
| 18 giugno             | International Women's Open 1979 Eastbourne, Gran Bretagna Erba Singolare - Doppio         | Betty Stöve Wendy Turnbull 6–2, 6–2                | Ilana Kloss Betty-Ann Stuart         |               |                     |
| 25 giugno 2 settimane | Torneo di Wimbledon 1979 Wimbledon, Londra, Gran Bretagna Erba Singolare - Doppio - Misto | Martina Navrátilová 6-4 6-4                        | Chris Evert                          |               |                     |
| 25 giugno 2 settimane | Torneo di Wimbledon 1979 Wimbledon, Londra, Gran Bretagna Erba Singolare - Doppio - Misto | Billie Jean King Martina Navrátilová 5–7, 6–3, 6–2 | Betty Stöve Wendy Turnbull           |               |                     |

## Luglio
| Settimana | Torneo                                                                | Vincitrici                                     | Finaliste                          | Semifinaliste | Eliminate ai quarti |
| --------- | --------------------------------------------------------------------- | ---------------------------------------------- | ---------------------------------- | ------------- | ------------------- |
| 18 luglio | WTA Austrian Open 1979 Kitzbühel, Austria Terra Singolare - Doppio    | Hana Mandlíková 2-6 7-5 6-3                    | Sylvia Hanika                      |               |                     |
| 18 luglio | WTA Austrian Open 1979 Kitzbühel, Austria Terra Singolare - Doppio    | Helena Anliot Diane Evers 6–0, 6–4             | Virginia Ruzici Elly Vessies-Appel |               |                     |
| 30 luglio | San Diego Open 1979 San Diego, Stati Uniti Cemento Singolare - Doppio | Tracy Austin 6-4 6-2                           | Martina Navrátilová                |               |                     |
| 30 luglio | San Diego Open 1979 San Diego, Stati Uniti Cemento Singolare - Doppio | Rosie Casals Martina Navrátilová 3–6, 6–4, 6–2 | Ann Kiyomura Betty-Ann Stuart      |               |                     |

## Agosto
| Settimana             | Torneo                                                                                       | Vincitrici                               | Finaliste                            | Semifinaliste | Eliminate ai quarti |
| --------------------- | -------------------------------------------------------------------------------------------- | ---------------------------------------- | ------------------------------------ | ------------- | ------------------- |
| 6 agosto              | US Clay Court Championships 1979 Indianapolis, USA Terra rossa Singolare - Doppio            | Chris Evert 6-4 6-3                      | Evonne Goolagong Cawley              |               |                     |
| 6 agosto              | US Clay Court Championships 1979 Indianapolis, USA Terra rossa Singolare - Doppio            | Kathy Jordan Anne Smith 6–1, 6–0         | Penny Johnson Paula White Smith      |               |                     |
| 13 agosto             | Central Fidelity Bank International 1979 Richmond, USA Sintetico indoor Singolare - Doppio   | Martina Navrátilová 6-1 6-3              | Kathy Jordan                         |               |                     |
| 13 agosto             | Central Fidelity Bank International 1979 Richmond, USA Sintetico indoor Singolare - Doppio   | Betty Stöve Wendy Turnbull 6-1, 6-4      | Billie Jean King Martina Navrátilová |               |                     |
| 13 agosto             | Canada Open 1979 Toronto, Canada Cemento Singolare - Doppio                                  | Laura DuPont 6-4 6-7 6-1                 | Brigette Cuypers                     |               |                     |
| 13 agosto             | Canada Open 1979 Toronto, Canada Cemento Singolare - Doppio                                  | Lea Antonoplis Diane Evers 2-6, 6-1, 6-3 | Chris O'Neil Mimi Wikstedt           |               |                     |
| 20 agosto             | WTA New Jersey 1979 (Mahwah Volvo Tennis Cup) Mahwah, Stati Uniti Cemento Singolare - Doppio | Chris Evert 6(2)–7 6-4 6-1               | Tracy Austin                         |               |                     |
| 20 agosto             | WTA New Jersey 1979 (Mahwah Volvo Tennis Cup) Mahwah, Stati Uniti Cemento Singolare - Doppio | Tracy Austin Betty Stöve 7–6, 2–6, 6–4   | Mima Jaušovec Regina Maršíková       |               |                     |
| 28 agosto 2 settimane | US Open 1979 Flushing Meadows, New York, USA Cemento Singolare - Doppio - Misto              | Tracy Austin 6-4 6-3                     | Chris Evert                          |               |                     |
| 28 agosto 2 settimane | US Open 1979 Flushing Meadows, New York, USA Cemento Singolare - Doppio - Misto              | Betty Stöve Wendy Turnbull 7-5, 6-3      | Billie Jean King Martina Navrátilová |               |                     |

## Settembre
| Settimana    | Torneo                                                                                  | Vincitrici                         | Finaliste                   | Semifinaliste | Eliminate ai quarti |
| ------------ | --------------------------------------------------------------------------------------- | ---------------------------------- | --------------------------- | ------------- | ------------------- |
| 10 settembre | Pittsburgh Open 1979 Pittsburgh, USA Sintetico indoor Singolare - Doppio                | Sue Barker 6-3 6-1                 | Renée Richards              |               |                     |
| 10 settembre | Pittsburgh Open 1979 Pittsburgh, USA Sintetico indoor Singolare - Doppio                | Sue Barker Candy Reynolds 6–3, 6–2 | Bunny Bruning Jane Stratton |               |                     |
| 10 settembre | Toray Pan Pacific Open 1979 Tokyo, Giappone Cemento Singolare                           | Billie Jean King 6-4 7-5           | Evonne Goolagong Cawley     |               |                     |
| 10 settembre | Toray Pan Pacific Open 1979 Tokyo, Giappone Cemento Singolare                           |                                    |                             |               |                     |
| 23 settembre | Toyota Classic 1979 (Atlanta Davison's Classic) Atlanta, USA Cemento Singolare - Doppio | Martina Navrátilová 7–6(6) 6-4     | Wendy Turnbull              |               |                     |
| 23 settembre | Toyota Classic 1979 (Atlanta Davison's Classic) Atlanta, USA Cemento Singolare - Doppio | Wendy Turnbull Betty Stöve         | Ann Kiyomura Anne Smith     |               |                     |

## Ottobre
| Settimana  | Torneo                                                                                   | Vincitrici                                    | Finaliste                    | Semifinaliste | Eliminate ai quarti |
| ---------- | ---------------------------------------------------------------------------------------- | --------------------------------------------- | ---------------------------- | ------------- | ------------------- |
| 1º ottobre | US Indoors 1979 Minneapolis, USA Sintetico indoor Singolare - Doppio                     | Evonne Goolagong Cawley 6-3 6-4               | Dianne Fromholtz Balestrat   |               |                     |
| 1º ottobre | US Indoors 1979 Minneapolis, USA Sintetico indoor Singolare - Doppio                     | Billie Jean King Martina Navrátilová 6–4, 7–6 | Betty Stöve Wendy Turnbull   |               |                     |
| 10 ottobre | Thunderbird Classic 1979 Phoenix, USA Cemento Singolare - Doppio                         | Martina Navrátilová 6-1 6-3                   | Chris Evert                  |               |                     |
| 10 ottobre | Thunderbird Classic 1979 Phoenix, USA Cemento Singolare - Doppio                         | Betty Stöve Wendy Turnbull 6-4, 7-6           | Rosie Casals Chris Evert     |               |                     |
| 22 ottobre | Japan Open Tennis Championships 1979 Tokyo, Giappone Sintetico indoor Singolare - Doppio | Betsy Nagelsen 6-1 3-6 6-3                    | Naoko Satō                   |               |                     |
| 22 ottobre | Japan Open Tennis Championships 1979 Tokyo, Giappone Sintetico indoor Singolare - Doppio | Betsy Nagelsen Penny Johnson 3-6, 6-4, 7-6    | Yu Li Chiao Chen Chuan       |               |                     |
| 22 ottobre | Eckerd Tennis Open 1979 (Florida Federal Open) Tampa, USA Cemento Singolare - Doppio     | Evonne Goolagong Cawley 6-0 6-3               | Virginia Wade                |               |                     |
| 22 ottobre | Eckerd Tennis Open 1979 (Florida Federal Open) Tampa, USA Cemento Singolare - Doppio     | Anne Smith Virginia Ruzici 7–5, 4–6, 7–5      | Ilana Kloss Betty-Ann Stuart |               |                     |
| 29 ottobre | Stockholm Open 1979 Stoccolma, Svezia Sintetico (indoor) Singolare - Doppio              | Billie Jean King 6-3 6-7 7-5                  | Betty Stöve                  |               |                     |
| 29 ottobre | Stockholm Open 1979 Stoccolma, Svezia Sintetico (indoor) Singolare - Doppio              | Wendy Turnbull Betty Stöve 7–5, 7–6           | Billie Jean King Ilana Kloss |               |                     |

## Novembre
| Settimana   | Torneo                                                                                               | Vincitrici                                    | Finaliste                             | Semifinaliste | Eliminate ai quarti |
| ----------- | --- | --------------------------------------------- | ------------------------------------- | ------------- | ------------------- |
| 5 novembre  | Porsche Tennis Grand Prix 1979 Filderstadt, Germania Sintetico indoor Singolare - Doppio             | Tracy Austin 6-2 6-0                          | Martina Navrátilová                   |               |                     |
| 5 novembre  | Porsche Tennis Grand Prix 1979 Filderstadt, Germania Sintetico indoor Singolare - Doppio             | Billie Jean King Martina Navrátilová 6–3, 6–3 | Betty Stöve Wendy Turnbull            |               |                     |
| 20 novembre | Brighton International 1979 Brighton, Gran Bretagna Sintetico (indoor) Singolare - Doppio            | Martina Navrátilová 6-3 6-3                   | Chris Evert                           |               |                     |
| 20 novembre | Brighton International 1979 Brighton, Gran Bretagna Sintetico (indoor) Singolare - Doppio            | Ann Kiyomura Anne Smith 6-2, 6-1              | Ilana Kloss Laura DuPont              |               |                     |
| 26 novembre | Sunsmart Victorian Open 1979 (Melbourne Toyota Classic) Melbourne, Australia Erba Singolare - Doppio | Hana Mandlíková 6-3 6-2                       | Wendy Turnbull                        |               |                     |
| 26 novembre | Sunsmart Victorian Open 1979 (Melbourne Toyota Classic) Melbourne, Australia Erba Singolare - Doppio | Wendy Turnbull Billie Jean King 6-3, 6-3      | Anne Smith Dianne Fromholtz Balestrat |               |                     |

## Dicembre
| Settimana               | Torneo                                                                                          | Vincitrici                                     | Finaliste                       | Semifinaliste | Eliminate ai quarti |
| ----------------------- | ----------------------------------------------------------------------------------------------- | ---------------------------------------------- | ------------------------------- | ------------- | ------------------- |
| 3 dicembre              | WTA Sydney 1979 Sydney, Australia Erba Singolare - Doppio                                       | Sue Barker 6-0 7-5                             | Rosalyn Fairbank                |               |                     |
| 3 dicembre              | WTA Sydney 1979 Sydney, Australia Erba Singolare - Doppio                                       | Wendy Turnbull Billie Jean King 7-5, 6-4       | Pam Shriver Sue Barker          |               |                     |
| 10 dicembre             | South Australian Open 1979 (Adelaide International) Adelaide, Australia Erba Singolare - Doppio | Hana Mandlíková 7-5 2-2 ritiro                 | Virginia Ruzici                 |               |                     |
| 10 dicembre             | South Australian Open 1979 (Adelaide International) Adelaide, Australia Erba Singolare - Doppio | Hana Mandlíková Virginia Ruzici 6-1, 3-6, 6-2  | Sue Barker Pam Shriver          |               |                     |
| 17 dicembre             | New South Wales Open 1979 Sydney, Australia Erba Singolare - Doppio                             | Hana Mandlíková 6-3 3-6 6-3                    | Bettina Bunge                   |               |                     |
| 17 dicembre             | New South Wales Open 1979 Sydney, Australia Erba Singolare - Doppio                             | Diane Desfor Barbara Hallquist 4-6, 6-2, 6-2   | Barbara Jordan Kym Ruddell      |               |                     |
| 24 dicembre 2 settimane | Australian Open 1979 Melbourne, Australia Erba Singolare - Doppio                               | Barbara Jordan 6-3 6-3                         | Sharon Walsh                    |               |                     |
| 24 dicembre 2 settimane | Australian Open 1979 Melbourne, Australia Erba Singolare - Doppio                               | Judy Connor Chaloner Diane Evers 6-1, 3-6, 6-0 | Leanne Harrison Marcella Mesker |               |                     |

## Gennaio 1980
| Settimana | Torneo                                                                              | Vincitrici                                    | Finaliste                | Semifinaliste | Eliminate ai quarti |
| --------- | ----------------------------------------------------------------------------------- | --------------------------------------------- | ------------------------ | ------------- | ------------------- |
| 2 gennaio | Colgate Series Championships 1980 Landover, USA Sintetico indoor Singolare - Doppio | Martina Navrátilová 6-2 6-1                   | Tracy Austin             |               |                     |
| 2 gennaio | Colgate Series Championships 1980 Landover, USA Sintetico indoor Singolare - Doppio | Billie Jean King Martina Navrátilová 6-4, 6-3 | Rosie Casals Chris Evert |               |                     |